# Roberto Assagioli
Roberto Assagioli (Veneza, 27 de Fevereiro de 1888 - Capolona d'Arezzo, 23 de Agosto de 1974) foi um psiquiatra italiano, pioneiro nos campos de Psicologia humanística e transpessoal. Assagioli fundou o movimento psicológico conhecido como Psicossíntese, que continua sendo desenvolvido nos dias de hoje por terapistas e psicólogos que praticam a técnica. Seu trabalho enfatizou a possibilidade de integração progressiva da personalidade em torno da essência do Eu por meio do uso da vontade.

## Biografia
Roberto Assagioli não gostava de discutir sua vida pessoal, pois queria ser lembrado por seu trabalho científico. Poucos relatos biográficos sobre a vida dele estão disponíveis.
Nasceu Roberto Marco Grego em Veneza, Itália, no dia 27 de fevereiro de 1888, no seio de uma família judia de classe média. Assagioli era filho de Elena Kaula e Leone Greco. Seu pai faleceu quando ele ainda tinha dois anos de idade. Sua mãe casou-se pouco depois com Alessandro Emanuele Assagioli, cujo sobrenome Roberto adotou. 
Sua mãe era filiada à Sociedade Teosófica, o que o colocou desde cedo em contato com o conhecimento espiritual esotérico. Seu padrasto era grande conhecedor da cabala e, desde cedo, instruiu o pequeno Roberto nos mistérios dessa sabedoria judaica. Ele sempre teve um grande interesse pela causa e pelo povo judeu. 

### Educação inicial
Assagioli recebeu uma educação clássica e desde tenra idade foi exposto a várias formas de expressão criativa, como a arte e a música, o que acredita-se ter inspirado o seu trabalho na Psicossíntese. Fez parte de sua educação, como toda criança italiana de classe média-alta, estudar Dante Alighieri, particularmente a Divina Comédia. 
Em sua educação, o estudo de línguas era de suma importância, sendo que aos 18 anos Assagioli já tinha aprendido oito idiomas: italiano (idioma nativo), inglês, francês, russo, grego, latim, alemão e sânscrito. Foi por volta dessa idade que ele também começou a viajar, principalmente para a Rússia, onde aprendeu sistemas sociais e política. Encorajado pelos pais, Assagioli visitou vários países europeus, para ampliar seus conhecimentos sobre as grandes culturas e modos de vida de cada uma.
Tornou-se alpinista na juventude, e parece que essa atividade também serviu como imagem para criar a Psicossíntese. Viveu em Veneza até ir estudar medicina em Florença, onde se especializou em Psiquiatria e Neurologia. Depois de formado, resolveu fazer seu doutorado em Zurique com Freud e Jung. Sua tese, apresentada em 1910, foi uma crítica à Psicanálise. 
Em 1922, casou-se com uma jovem chamada Nella, com quem teve um filho, Ilario Assagioli.

### Estudos em Psicologia
Após o doutoramento, Assagioli foi estudar com Bleuler - o criador do termo "esquizofrenia" - em um hospital de Zurique. Terminados seus estudos em Zurique, voltou à Itália onde começou a praticar Psicanálise. Logo começou a sentir a limitação desse método que, segundo ele, lidava unicamente com uma parte do ser humanom "o porão". Sempre trabalhando na sua profissão, foi buscando um método ou abordagem terapêutica que se coadunasse melhor com sua visão de mundo. 
Foi em consequência dessa busca que acabou criando a Psicossíntese, que também podia ser aplicada na Educação, nas relações interpessoais, no desenvolvimento e fortalecimento da personalidade humana. Em 1926 fundou o Instituto de Cultura e Terapia Psíquica, em Roma. Nessa época, publicou muitos artigos em revistas e jornais da área. Esses artigos, mais tarde, formariam o seu livro Psicossíntese: manual de princípios e técnicas. 

### A Guerra Mundial
Com o início da Segunda Guerra Mundial teve que fechar o Instituto, pois foi duramente perseguido pelo governo fascista, que não concordava com suas atitudes e idéias humanitárias. Em 1938, Assagioli foi preso e encarcerado pelo governo fascista de Benito Mussolini, devido à sua herança judia e à sua escrita humanista. Ele foi colocado em prisão solitária por mais de um mês, até que foi liberado e voltou para sua família. Mais tarde, ele conta que aproveitou esse tempo para fazer exercícios psicoespirituais. 
Durante a Segunda Guerra Mundial, a fazenda de sua família em Florença, Itália, foi destruída, forçando-o a fugir clandestinamente com a família que buscou refúgio nas montanhas. Seu filho morreu aos 28 anos de idade em função de uma doença pulmonar, creditada ao grave estresse das duras condições de vida durante a guerra.

### Os anos finais
Quando a guerra terminou, Assagioli voltou ao trabalho, abriu seu Instituto em Florença, onde funciona até hoje, e começou o seu legado, conhecido como Psicossíntese. Os anos pós-guerra foram relativamente calmos, sendo que foi nessa época que ele fundou diversas fundações dedicadas a Psicossíntese na Europa e na América do Norte. Durante toda sua vida profissional escreveu muitos artigos, publicados em revistas e jornais de Psicologia e Medicina. Proferiu várias palestras em vários países da Europa e também nos Estados Unidos. Há três livros dele publicados no Brasil: Psicossíntese: manual de princípios e técnicas (1982), O ato da vontade (1985) Os sete tipos humanos (1995). Era considerado um homem de grande sabedoria, humor e originalidade.
Assagioli era contra um controle institucional central da linha de psicoterapia que criou; achava que a Psicossíntese era um processo em evolução e que deveria ir se adequando a cada cultura que a recebia.
Roberto Assagioli viveu uma vida longa e próspera, e teve um casamento feliz que durou 40 anos. Morreu pacificamente, de causa desconhecida, em 23 de agosto de 1974, aos 86 anos, em Florença, em plena atividade: escrevendo, dando palestras e entrevistas.

## Principais obras
Suas obras, que somam mais de 300 títulos, foram publicadas em nove idiomas.
- Psychosynthesis: a manual of principles and techniques, Hobbs, Dormann & Company, Nova York 1965
- Psicosintesi: armonia della vita, Edizioni Mediterranee, Roma 1966 ISBN 978-88-272-0540-2
- Principi e metodi della Psicosintesi Terapeutica, Astrolabio, Roma 1973 - Tradução italiana (editada por E. Zanotti) de "Psicossíntese: um manual de princípios e técnicas"
- O ato de vontade, The Wiking Press, Nova York 1973
- The act of will, The Wiking Press, Nova York 1973
- L'atto di volontà, Astrolabio, Roma 1977 - traduzione italiana (editado por Maria Luisa Girelli) de "The act of will"
- I Tipi Umani, (ensaios e notas editados pela Diretoria do Instituto de Psicossíntese), Florença 1978, póstumo
- Educare l'uomo domani, Ed. Istituto di Psicosintesi, Firenze 1988, póstumo
- Lo sviluppo transpersonale (editado por M. Macchia Girelli), Astrolabio, Roma 1988, póstumo
- Comprendere la Psicosintesi (editado por M. Macchia Girelli), Astrolabio, Roma 1991, póstumo
- Freedom in Jail (editado por Catherine Ann Lombard), Istituto di Psicosintesi, Florença 2016, póstumo
- Il mio Emerson. Scritti, appunti, riflessioni (editado por Stefano Paolucci), Passamonti Editore, Grottaferrata 2020